# Khromoj barin
Khromoj barin (russisk: Хромой барин) er en sovjetisk stumfilm fra 1929 af Konstantin Eggert.

## Medvirkende
- Mikhail Klimov som Volkov
- Nikolaj Aleksandrov
- L. Tjerkes som Mordvinskaja
- Konstantin Eggert som Krasnopolskij
- Lev Fenin som Vanja Obraztsov